# Balch (Tagikistan)
Balch (in tagico Балх; fino all'11 giugno 1954 Колхозoбoд, Kolchozobod) è una città del Tagikistan, situata nella regione del Chatlon.